# نتريت الليثيوم
 نتريت الليثيوم  مركب كيميائي لاعضوي له الصيغة LiNO2، وهي مادة شغوفة للرطوبة، ويوجد على شكل أحادي هيدرات LiNO2.H2O.

## التحضير
يحضر نتريت الليثيوم من تفاعل نتريت الباريوم مع كبريتات الليثيوم  حسب المعادلة:
{\displaystyle \mathrm {\ Li_{2}SO_{4}\ +\ Ba(NO_{2})_{2}\longrightarrow 2\ LiNO_{2}\ +\ BaSO_{4}} }
بعد إزالة راسب كبريتات الباريوم بالتثفيل، يبخر المحلول ثم يجفف فوق هيدروكسيد البوتاسيوم.
يمكن إجراء عملية التحضير بطريقة أخرى وذلك بمفاعلة محاليل مائية من كلوريد الليثيوم ونتريت الفضة، ثم بإجراء تبخير بطيء بوجود حمض الكبريتيك لنزع الماء وتحت المجففة.

## الخواص
ينحل هذا المركب في الماء، كما ينحل في كل من الميثانول والإيثانول وثنائي ميثيل فورماميد.

## الاستخدامات
- يستخدم نتريت الليثيوم كمانع للتآكل في ملاط المباني.[4]
- يستخدم نتريت الليثيوم في مجال الكيمياء العضوية في إضافة مجموعة نيتروزو للكيتونات تحت ظروف معينة.[2]